# Dolksvansar
Dolksvansar (Limulidae) är den enda nutida familjen inom ordningen Xiphosura. Ordningen tillhör leddjuren och familjen lever främst i grunt havsvatten vid sandiga eller leriga bottnar. Under fortplantningen befinner de sig ibland uppe på stränder. För cirka 65 miljoner år sedan fanns dolksvansar i alla världens hav men i och med utvecklingen av andra havslevande djurarter minskade antal dolksvansarter och utbredningsområdena krympte. Idag finns det fyra arter av dolksvans. Arten dolksvans (Limulus polyphemus) förekommer utmed den amerikanska atlantkusten, från Maine till Mexikanska golfen. De övriga tre arterna Tachypleus gigas, Tachypleus tridentatus och Carcinoscorpius rotundicauda förekommer i kustområden i södra och östra Asien.

## Systematik och utbredning
Dolksvansarna ingår i ordningen Xiphosura, inom leddjuren, och är avlägset släkt med spindlar, och på längre håll med kräftdjuren. Deras närmaste släkting tros vara de nu utdöda havsskorpionerna. Dolksvansarna utvecklades under paleozoikum för 542–251 miljoner år sedan, tillsammans med andra primitiva leddjur som exempelvis trilobiter. De äldsta formerna av dolksvansar saknade grävförmåga. Ur dessa utvecklades klasserna Chasmataspidida och Synziphosurida som jagade på botten och dog ut för ungefär 300 miljoner år sedan.
Dolksvansarna anses vara några de äldsta marina leddjuren och kategoriseras som levande fossil eftersom de inte har utvecklats nämnvärt de sista 350 till 400 miljoner åren.

## Klassifikation inom Xiphosura
Ordningen Xiphosura Latreille, 1802
- †Underordingen Synziphosurida
  - †Weinberginidae Richter & Richter, 1929 (äldre Devon)
  - †Bunodidae Packard, 1886
    - †Bunodinae Packard, 1886 (yngre Silur to Devon)
    - †Limuloidinae Størmer, 1952 (yngre Silur)

  - †Pseudoniscidae Packard 1886 (yngre Silur)
  - †Kasibelinuridae Pickett, 1993 (mellersta Devon till sen Devon)
- Underordningen Xiphosurida
  - †Infraordning Bellinurina
    - †Elleriidae Raymond, 1944 (yngre Devon till ymgre Karbon)
    - †Euproopidae Eller, 1938 (= Liomesaspidae Raymond, 1944) (yngre Karbon till ändre Perm)
    - †Bellinuridae Zittel & Eastman, 1913 (mellersta Devon till yngre Katbon)

  - Infraordning Limulina
    - †Rolfeiidae Selden & Siveter, 1987 (tidig Karbon till tidig Perm)
    - †Paleolimulidae Raymond, 1944 (Karbon till Perm)
    - †Moravuridae Pribyl, 1967 (Mississippian)
    - †Austrolimulidae + †Heterolimulidae (mellersta Trias)
    - Limulidae Zittel, 1885
      - †Mesolimulinae Størmer, 1952 (äldre Trias till Krita)
      - Limulinae Zittel, 1885
        - Tachypleini Pocock, 1902 (Miocen till idag)
        - Limulini Zittel, 1885 (recent)

## Idag levande arter inom Limulidae
Det finns fyra recenta arter av dolksvans som placeras i tre släkten:
- Släkte Carcinoscorpius
  - Carcinoscorpius rotundicauda - förekommer utmed kusten av Sydostasien
- Släkte Limulus
  - Limulus polyphemus (dolksvans) - förekommer i Atlanten utmed Nordamerika nordvästkust och i Mexikanska golfen.
- Släkte Tachypleus
  - Tachypleus gigas  - förekommer utmed kusten av södra och sydöstra Asien.
  - Tachypleus tridentatus - (japansk dolksvans) förekommer utmed kusten av östra Asien
- † Släkte Mesolimulus

## Utseende
Dolksvansarna har ett yttre skal uppdelat i tre delar. Den första delen är det släta frontskalet som döljer djurets ögon, ben, mun, hjärna och hjärta. I mittendelen sitter gälar och könsorgan, och den sista delen är svansen som kan användas som hävstång om den skulle råka hamna upp och ner. Munnen sitter mitt på undersidan och de har ett par små klor på varsin sida om munnen som den kan hålla fast maten med. Dolksvansarna har fem gälar som är så kallade bokgälar och består av 100-tals tunna membran som sitter som bladen i en bok. De har fyra fasettögon som är oberoende av varandra och studier indikerar att den kan se ultraviolett ljus. Dolksvansarna har blått blod, då de har kopparbaserat hemocyanin istället för järnbaserat hemoglobin, som människor har. Deras immunsystem är enkelt men mycket effektivt. När en främmande bakterie tar sig in i ett sår kapslar deras immunförsvar genast in den med ett geléliknade material som effektivt fångar bakterien. Gelén kallas för Limulus Amebocyte Lysate (LAL).
De största arterna blir 85 cm långa.

## Ekologi
Dolksvansarna kan både andas i vatten och i korta perioder på land, så länge deras gälar hålls fuktiga. Under lekperioden kommer de upp till vattenbrynet. Honan gräver där ett djupt hål i sanden på så grunt vatten som det går där hon lägger äggen som hanen befruktar. I takt med att de unga dolksvansarna växer drar de sig till allt djupare vatten.
Dolksvansarna lever av olika slags blötdjur och maskar.

## Dolksvansarna och människan
Dolksvansar används som bete vid fiske, inom gödningsmedel och inom medicinsk forskning. Populationerna har minskat på grund av förstörda kuststräckor och rovdrift utmed Nordamerikas kust. Dolksvansar kategoriseras som levande fossil.